# 1048
| [ Edytuj tabelę ]          |                                                           |
| Książę Polski              | - 1034 Kazimierz I Odnowiciel 1058                        |
| Król Angkoru               | - 1010 Surjawarman I 1048 - 1048 Udajaditjawarman II 1066 |
| Król Anglii                | - 1042 Edward Wyznawca 1066                               |
| Król Aragonii i Nawarry    | - 1035 Ramiro I 1063                                      |
| Hrabia Barcelony           | - 1035 Rajmund Berengar I 1076                            |
| Książę Bawarii             | - 1047 interregnum 1049                                   |
| Książę Burgundii           | - 1032 Robert I 1076                                      |
| Cesarz Bizancjum           | - 1042 Konstantyn IX Monomach 1055                        |
| Cesarz Chin                | - 1022 Song Renzong 1063                                  |
| Książę Czech               | - 1035 Brzetysław I 1055                                  |
| Król Danii                 | - 1047 Swen II Estrydsen 1074                             |
| Władca Egiptu              | - 1036 Al-Mustansir 1094                                  |
| Król Francji               | - 1031 Henryk I 1060                                      |
| Król Gruzji                | - 1027 Bagrat IV 1072                                     |
| Hrabia Holandii            | - 1039 Dirk IV 1049                                       |
| Cesarz Japonii             | - 1045 Go-Reizei 1068                                     |
| Kalif                      | - 1031 Al-Ka’im 1075                                      |
| Król Kastylii              | - 1035 Ferdynand I Wielki 1065                            |
| Wielki książę Kijowa       | - 1019 Jarosław Mądry 1054                                |
| Patriarcha Konstantynopola | - 1043 Michał I Cerulariusz 1058                          |
| Władca Korei               | - 1046 Munjong 1083                                       |
| Król Leónu                 | - 1037 Ferdynand I Wielki 1065                            |
| Król Norwegii              | - 1045 Harald III Srogi 1066                              |
| Książę Obodrzyców          | - 1043 Gotszalk 1066                                      |
| Hrabia Palatynatu          | - 1045 Henryk I ze Szwabii 1061                           |
| Papież                     | - 1047 Benedykt IX 1048 - 1048 Damazy II 1048             |
| Hrabia Portugalii          | - 1028 Mendo III 1050                                     |
| Cesarz rzymski (niemiecki) | - 1046 Henryk III 1056                                    |
| Książę Saksonii            | - 1011 Bernard II 1059                                    |
| Król Szkocji               | - 1040 Makbet 1057                                        |
| Król Szwecji               | - 1022 Anund Jakub 1050                                   |
| Doża Wenecji               | - 1043 Domenico Contarini 1071                            |
| Król Węgier                | - 1047 Andrzej I 1061                                     |

Rok 1048 / MXLVIII
stulecia: X wiek ~
XI wiek ~
XII wiek

lata: 1038 «
1043 «
1044 «
1045 «
1046 «
1047 «
1048
» 1049
» 1050
» 1051
» 1052
» 1053
» 1058

## Wydarzenia w Polsce
- Odzyskanie Pomorza.

## Wydarzenia na świecie
- 17 lipca – Damazy II został papieżem.

## Urodzili się
- Świętosława Swatawa – siostra Bolesława Śmiałego, córka Kazimierza Odnowiciela i Marii Dobroniegi (data sporna lub przybliżona) (ur. w latach 1041–1048, zm. 1126)

## Zmarli
- Li Yuanhao – przywódca Tangutów
- Papież Damazy II